# Bad Tabarz
Bad Tabarz innan 9 mars 2017 Tabarz/Thür. Wald är en kommun och ort i Landkreis Gotha i förbundslandet Thüringen i Tyskland.